# Necessitas non habet legem
Necessitas non habet legem es un antiguo proverbio latino, acuñado por Publilio Sirio, durante la época tardía de la República Romana. Se traduce como "la necesidad no tiene ley". En el siglo XVI europeo, este proverbio fue rescatado por aquellos humanistas que defendían el pensamiento de Maquiavelo y el concepto de Razón de Estado. La frase expresaba la justificación de las malas acciones del príncipe, contrarias a la moral y a la justicia, perpetradas con el objetivo de proteger su reino y sus intereses.